# Katrín Ómarsdóttir
Katrín Ómarsdóttir, född 27 juni 1987, är en isländsk fotbollsspelare. Hon spelar i KR Reykjavik och för Islands landslag. 

## Meriter

### Utmärkelser
- Uttagen i isländska högstaligans "Pressens lag":  2007